# Суљов-Храдна
Суљов-Храдна (слч. Súľov-Hradná) насељено је мјесто са административним статусом сеоске општине (слч. obec) у округу Битча, у Жилинском крају, Словачка Република.

## Становништво
| Година:    | 1994. | 2004.   | 2014.   | 2024.   |
| ---------- | ----- | ------- | ------- | ------- |
| Број људи: | 944   | 929     | 928     | 1009    |
| Разлика:   |       | -1,58 % | -0,10 % | +8,72 % |

| Година:    | 2023. | 2024.   |
| ---------- | ----- | ------- |
| Број људи: | 1002  | 1009    |
| Разлика:   |       | +0,69 % |

Према подацима о броју становника из 2024. године насеље је имало 1009 становника.